# Apocatástasis

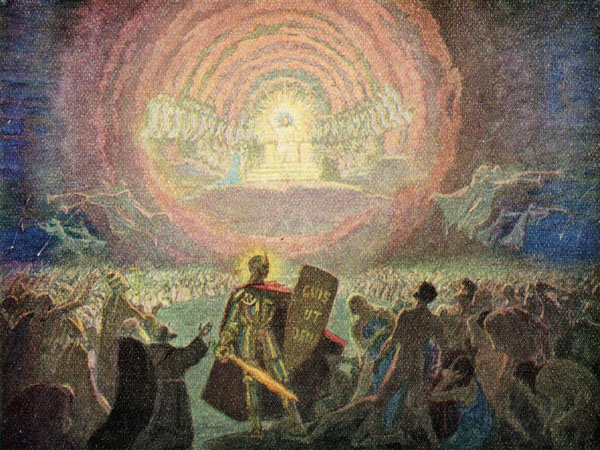
Boceto de Gebhard Fugel para unos frescos sobre el Apocalipsis en la Abadía de Scheyern.

Apocatástasis (del griego αποκαθιστώ, 'poner una cosa en su puesto primitivo, restaurar') es un concepto especialmente utilizado por Orígenes y que, según él, significa que en el fin de los tiempos, todos, pecadores y no pecadores, volverán a ser uno con Dios. La apocatástasis significa la restauración de la creación a una condición de perfección.
En el cristianismo, es una forma de universalismo cristiano que incluye la salvación final de todos —incluidos los condenados en el infierno y el diablo—. El Nuevo Testamento (Acts 3:21) se refiere a la «apocatástasis de todas las cosas», aunque no suele entenderse que este pasaje enseñe la salvación universal.Esta interpretación y la del primer párrafo traen aparejadas una serie de dificultades doctrinales.

## Etimología y definición
Aunque apocatástasis deriva del verbo griego apokathistemi, que significa "restaurar", surgió por primera vez como doctrina en el zoroastrismo, donde es el tercer tiempo de la creación.  Este período se denominó wizarishn o el fin de la historia-el tiempo de la separación y la resolución cuando el mal es destruido y el mundo es restaurado a su estado original.  La idea de apocatástasis puede haber derivado del antiguo concepto de ciclo cósmico, que implica la noción de que los cuerpos celestes vuelven a sus posiciones originales después de un período de tiempo.
La entrada en A Greek-English Lexicon (es decir, Liddell-Scott-Jones, con ampliación de definiciones y referencias), da los siguientes ejemplos de uso:

ἀποκατάστᾰσις', εως, ἡ, restauración, restablecimiento;
- "τοῦ ἐνδεοῦς" Aristóteles MM', 1205a4; en su naturaleza εἰς φύσιν id. 1204b 36, 1205b 11;
- volver a una posición, Epicuro, Epistolae, 1, p.8 U.;
- especialmente de formaciones militares, inversión de un movimiento, Asclepiodoto, Tacticus, 10.1, 10:6, etc.; en general
- de todas las cosas "πάντων" Hechos de los Apóstoles, 3.21;
- de las almas, Proclus, Institutio Theologica, 199.
- del cuerpo de vuelta a su antigua forma "τῆς φύσιος ἐς τὸ ἀρχαῖον" Areteo de Capadocia CD 1.5; recuperación de la enfermedad, SA 1.10;
- "τῶν ὁμήρων εἰς τὰς πατρίδας" Polibio 3.99.6; εἰς ἀ. ἐλθεῖν, en la restauración de los asuntos de una ciudad, 4.23.1;

Usos astrológicos:
- ἀ. ἄστρων regreso de las estrellas al mismo lugar en los cielos que el año anterior, Plutarco 2.937s, Diodoro Sículo 12.36, etc., en particular la restauración del errante Año Nuevo egipcio a la salida heliacal de Sirio al completarse el ciclo sótico;
- retorno periódico del ciclo cósmico, Stoicorum Veterum Fragmenta 2.184,190;
- de un planeta, retorno a un lugar en los cielos ocupado en una época anterior, Antíoco de Atenas ap. Cat.Cod.Astr. 7.120,121; pero, revolución zodiacal, Paulus Alexandrinus Paul.Al.T.1; opuesto: antapocatástasis ἀνταπ. (q. v.), Doroteo de Sidón Doroth. ap. Cat.Cod.Astr.2.196.9;
- restauración del sol y la luna después de un eclipse, Platón Axioco 370b.

La palabra es razonablemente común en papiros.

## Fuente del concepto
La palabra apocatástasis aparece una sola vez en el Nuevo Testamento y concretamente en Hechos 3,21 ss.: 

ὅπως ἂν ἔλθωσι καιροὶ ἀναψύξεως ἀπὸ προσώπου τοῦ Κυρίου καὶ ἀποστείλῃ τὸν προκεχειρισμένον ὑμῖν Χριστόν Ἰησοῦν, ὃν δεῖ οὐρανὸν μὲν δέξασθαι ἄχρι χρόνων ἀποκαταστάσεως πάντων ὧν ἐλάλησεν ὁ Θεὸς διὰ στόματος πάντων ἁγίων αὐτοῦ προφητῶν ἀπ' αἰῶνος.
para cuando vengan por disposición del Señor los tiempos de consolación y envíe al mismo Jesucristo que os ha sido anunciado, el cual debe ciertamente mantenerse en el cielo hasta los tiempos de la restauración de todas las cosas de que antiguamente Dios habló por boca de sus santos profetas.

 Dicha perícopa pertenece al sermón de San Pedro a los judíos en el que se acentúa la esperanza mesiánica de una nueva creación; todas las cosas serán renovadas y reinará un orden perfecto y definitivo conforme al plan de Dios.
De lo anterior, deriva el problema doctrinario de pretender probar por dicho texto el retorno definitivo de todos los pecadores, incluido Satanás, a la armonía de su primer principio, Dios; máxime, cuando el castigo definitivo de los malos queda expreso repetidamente en el mismo Nuevo Testamento. Existen textos en San Pablo, sobre todo al tratar de la eficacia salvífica universal de Cristo, que confirman el sentido opuesto a la interpretación de la apocatástasis; en ellos, más que un retorno definitivo de todos los pecadores, se enseña la finalidad última a la que se dirige la obra divina de salvación. En definitiva, aunque todos serán vivificados en Cristo, pocos son los que se salvan.

## La apocatástasis en Orígenes
La apocatástasis recibió una explicación en Orígenes no aceptada por la ortodoxia, puesto que según la Iglesia, "se dejó llevar en su obra de un equivocado sentido de la armonía, oscureciendo la realidad de la libertad".[cita requerida] Es propio de la bondad de Dios -dice Orígenes- el que se manifieste por la creación y de su inmutabilidad el que cree desde la eternidad. El mundo de los espíritus, entre los que hay que incluir las almas de los hombres, es la primera manifestación o comunicación del Padre llevada a cabo a través del Logos. Todos fueron creados ab aeterno y todos igualmente perfectos; y como la bondad no les pertenece por naturaleza, tendrán que decidirse a ella mediante el recto uso de su libertad. El abuso de la misma tuvo como resultado la creación del mundo sensible; en él se encuentran como en lugar de purificación mientras están como presos en cuerpos materiales. Esto no obstante, llegará el día en que todos los espíritus vengan de nuevo a Dios y, aunque tengan que sufrir un fuego purificador, finalmente todos serán salvos y glorificados.
En lo expuesto hasta el momento Orígenes ha sentado dos principios:
- que Dios, como consecuencia de su bondad suma, ha tenido que ser el creador de unos seres espirituales y de un mundo sensible;

- que dichos seres, con la prerrogativa de la libertad, son la única causa de la existencia del mal en el mundo.

En efecto, si Dios ha sido el principio, solamente Él puede ser el fin, «pues siempre fue semejante el fin a los comienzos»; y se podrá decir que el mundo habrá alcanzado su finalidad en el momento en que la connatural resistencia entre la muerte y el demonio de una parte y Dios de otra haya desaparecido totalmente. Todos los espíritus, creados libres por Dios, conservarán eternamente su libertad y podrán siempre elegir entre el bien y el mal: los demonios convertirse en ángeles, y viceversa, mientras que los hombres se convertirán en ángeles o demonios a no ser que hayan merecido seguir siendo hombres. No obstante, dicha evolución conocerá su término dado que la redención operada por Cristo tuvo por finalidad la restauración de todas las cosas; sin duda alguna, esta redención hace sentir paulatinamente su eficacia hasta el punto en que nadie será salvado contra su voluntad. El mal no puede prevalecer con el dominio del mundo; si Dios lo permitió fue con vistas al bien; por tanto, las mismas penas de los demonios y condenados en el infierno no tienen otra finalidad que servir de enseñanza y de medicina.
Así, pues -continúa Orígenes-, llegará un día en que todos los seres inteligentes, incluidos Satanás y ángeles rebeldes, entrarán de nuevo en la amistad de Dios y Él «será todo en todos». Entonces todo lo no espiritual volverá a la nada y la unidad originaria de Dios y de toda criatura espiritual será restaurada. Así, las conclusiones que se pueden desprender de la doctrina de Orígenes son:
- que no existe un infierno eterno;
- que Dios castiga el pecado solamente con penas medicinales;
- que el fuego del infierno es un fuego purificador.

## Conceptos

### Estoicismo
Según Edward Moore, la apokatástasis fue conceptualizada correctamente por primera vez en el pensamiento esotérico temprano, en particular por Crisipo. El retorno (apokatastasis) de los planetas y las estrellas a sus p|ropios signos celestes, es decir, a sus posiciones originales, desencadenaría una conflagración del universo (ekpyrosis). Se creía que la posición original consistía en una alineación de los cuerpos celestes con Cáncer.  A partir de entonces, a partir del fuego, comenzaría el renacimiento, y este ciclo de destrucción y recreación alternas se correlacionaba con un Logos divino. Antapocatástasis es una contrarrecurrencia cuando las estrellas y los planetas se alinean con Capricornio, lo que marcaría la destrucción por un diluvio universal. 

### Judaísmo
El concepto de "restaurar" o "volver" en la Biblia hebrea es el verbo hebreo común שוב,tal como se utiliza en Malachi 4:5, el único uso de la forma verbal de apocatástasis en la Septuaginta. Se utiliza en la "restauración" de la fortuna de Job, y también se utiliza en el sentido de rescate o retorno de los cautivos, y en la restauración de Jerusalén.
Es similar al concepto de Tikún Olam en el judaísmo jasídico.

### Nuevo Testamento
La palabra, apokatastasis, aparece una sola vez en el Nuevo Testamento, en Hechos 3:21.  Pedro curó a un mendigo discapacitado y luego se dirigió a los asombrados espectadores. Su sermón situó a Jesús en el contexto judío, el cumplidor de la Pacto Abrahámico, y dice:

[19] Arrepentíos, pues, y convertíos, para que sean borrados vuestros pecados, cuando vengan de la presencia del Señor tiempos de refrigerio; [20] Y él enviará a Jesucristo, que antes os fue anunciado: [21] A quien es necesario que el cielo reciba hasta los tiempos de la restitución de todas las cosas, de que habló Dios por boca de todos sus santos profetas desde el principio del mundo.
Hechos KJV

Gramaticalmente, el pronombre relativo "ὧν" ("de los cuales",  genitivo plural), podía referirse o bien a "χρόνων" ("de los tiempos") o bien a "πάντων" ("de todos" o "de todas las cosas"), lo que significa que se trata o bien de los tiempos de los que habló Dios o bien de todas las cosas de las que habló Dios. 
La opinión habitual que se tiene del uso por Pedro de la "apokatástasis de todas las cosas sobre las que Dios habló" es que se refiere a la restauración del Reino de Israel y/o el Jardín del Edén y no a "todas las cosas que alguna vez existieron".
La forma verbal de apokatastasis se encuentra en la Septuaginta: Malaquías 3:23 (es decir, 4:6); una profecía de Elías volviendo los corazones de los hijos a sus padres; en 17:11 ("él restaurará todas las cosas"), haciéndose eco de Malaquías, y en 13:19 ("para que yo os sea restituido cuanto antes").
El teólogo alemán del siglo XIX Jakob Eckermann interpretó "la 'apocatástasis de todas las cosas' como la emendación universal de la religión por la doctrina de Cristo, y los 'tiempos de refrigerio' como el día de la renovación, los tiempos del Mesías. "

### Cristianismo patrístico
La importancia de la apocatástasis en el cristianismo primitivo es actualmente una cuestión controvertida. En particular, ahora se cuestiona por algunos si Orígenes, a menudo catalogado como el más notable defensor de la salvación universal, de hecho enseñó o creyó en tal doctrina.
Frederick W. Norris argumentó que las posiciones que Orígenes tomó sobre la cuestión de la salvación universal a menudo han parecido contradictorias.«Apokatastasis». The Westminster Handbook to Origen. 2004. A continuación, escribe que Orígenes nunca decidió hacer hincapié en la salvación exclusiva o en la salvación universal, con exclusión estricta de cualquiera de los dos casos, por lo que concluye que Orígenes probablemente mantuvo su visión de la salvación económicamente "abierta" para una mayor eficacia. Por otra parte, Brian E. Daley en su manual de escatología patrística argumentó que Orígenes creía firmemente en la salvación final de todos los humanos y a veces se refería a ella como apocatástasis.
La escuela alejandrina, primer centro educativo cristiano, parece haber afirmado en general la apocatástasis y adaptado alguna terminología e ideas platónicas al cristianismo, al tiempo que explicaba y diferenciaba la nueva fe de todas las demás.  Una forma de apocatástasis también fue propugnada por Gregorio de Nisa y posiblemente el Ambrosiaster, atribuido a Ambrosio de Milán. Gregorio Nacianceno lo discutió sin llegar a una decisión.
Con el tiempo, Orígenes comenzó a ser condenado en toda la iglesia primitiva en los concilios locales, aunque no apocatástasis específicamente. Esto cambió definitivamente en el siglo VI. Un Sínodo de Constantinopla (543) local condenó una forma de apocatástasis como Anatema, y el Anatema se sometió formalmente al Quinto Concilio Ecuménico de Constantinopla (553). El término apocatástasis se menciona en el 14º de los 15 anatemas contra Orígenes de 553: "Si alguno dijere... que en esta pretendida apocatástasis sólo seguirán existiendo los espíritus, como en la fingida preexistencia: sea anatema. "
El quinto concilio ecuménico en su sentencia durante la octava sesión condenó a "Orígenes" y sus "escritos impíos" -probablemente una referencia a las enseñanzas que le atribuyen los anatemas de 543 y 553, porque durante la quinta sesión la condena de Orígenes se describe como "reciente. "
Konstantinovsky (2009) afirma que los usos de apocatástasis en los escritos cristianos anteriores al Sínodo de Constantinopla (543) y a los anatemas (553) pronunciados contra "origenistass" y Evagrius Ponticus eran neutros y se referían principalmente a conceptos similares a la general "restauración de todas las cosas habladas" (restitutio omnium quae locutus est Deus) de Pedro en Hechos 3: 21 y no, por ejemplo, a la reconciliación universal de todas las almas que habían existido.
El carácter "oficial" de los anatemas se reiteró posteriormente. El Segundo Concilio de Nicea afirmó explícitamente en su sentencia que el Segundo Concilio de Constantinopla condenó a Orígenes, así como enseñó la existencia de la condenación eterna y rechazó explícitamente "la restauración de todas las cosas,"[cita requerida] que en latín es una referencia a la apocatástasis.
Más recientemente, la eminente patrística Ilaria Ramelli ha llegado a la conclusión de que Orígenes no sólo abrazó la doctrina de la apocatástasis, sino que ésta ocupó un lugar central en todo su pensamiento teológico y filosófico. Ella observa: "En el pensamiento de Orígenes, la doctrina de la apocatástasis está entretejida con su antropología, escatología, teología, filosofía de la historia, teodicea y exégesis; para cualquiera que tome el pensamiento de Orígenes en serio y con una profunda comprensión del mismo, es imposible separar la teoría de la apocatástasis de todo el resto, de modo que se rechace pero se acepte el resto. "

### Gnosticismo
El gnóstico Evangelio de Felipe 180-350c contiene el término mismo pero no enseña la reconciliación universal:

Hay un renacimiento y una imagen del renacimiento. Ciertamente es necesario nacer de nuevo a través de la imagen. ¿Cuál? La resurrección. La imagen debe resucitar a través de la imagen. La cámara nupcial y la imagen deben entrar a través de la imagen en la verdad: ésta es la restauración (apokatastasis).  No sólo deben hacerlo los que producen el nombre del Padre y del Hijo y del Espíritu Santo, sino que los han producido para ti. Si uno no los adquiere, también le será quitado el nombre ("cristiano").

## En la teología cristiana

### Cristianismo primitivo
Clemente de Alejandría (c. 150 - c. 215) utiliza generalmente el término apokatastasis para referirse a la "restauración" de los cristianos "gnósticos", más que a la del universo o de todos los cristianos, pero con implicaciones universales.  La postura de Orígenes es discutida, con algunas obras diciendo que enseñó apocatástasis que implicaría la salvación universal. También se afirma que la noción de apokatastasis de Gregorio de Nisa implicaba la salvación universal, aunque en otros aspectos difería de la de Orígenes. 
En el uso teológico cristiano temprano, apokatastasis fue redactado como la victoria escatológica de Dios sobre el mal y se cree que implica un estado purgatorial. La palabra era todavía muy flexible en ese momento, pero a mediados del siglo VI, se convirtió prácticamente en un término técnico, como suele significar hoy, para referirse a una doctrina específicamente origenista de la salvación universal.
Máximo el Confesor esbozó el plan de Dios para la salvación "universal" junto con advertencias de castigo final para los malvados.
Dividió la apocatástasis en tres restauraciones: del individuo virtuoso, de la naturaleza y de las potencias pecaminosas del alma. Mientras que la última de ellas significaba que incluso los pecadores serán restaurados a un claro conocimiento de Dios, Máximo parece haber creído que no alcanzarán la misma comunión con Dios que los justos y, por lo tanto, serán en cierto sentido eternamente castigados.

### Lutero
La traducción de la Vulgata de apokatastasis, "in tempora restitutionis omnium quae locutus est Deus" ("la restitución de todas las cosas de las que Dios ha hablado") fue tomada por Lutero para significar el día de la restitución de la creación, pero en la teología de Lutero el día de la restitución era también el día de la resurrección y el juicio, no la restitución de los malvados. En la Biblia de Lutero tradujo el griego apokatastasis con el alemán herwiedergebracht werde; "será traído de vuelta. " Este sentido continuó utilizándose en los sermones luteranos.
Lutero renegó explícitamente de la creencia de que los demonios alcanzarían finalmente la bienaventuranza.

### Universalismo delsigloXIX
Durante el siglo XIX y principios del XX varias historias publicadas por Universalistas, incluyendo Hosea Ballou (1829), Thomas Whittemore (1830), John Wesley Hanson (1899) y George T. Knight (1911), argumentaron que la creencia en la reconciliación universal se encontraba en el cristianismo primitivo y en la Reforma, y atribuyeron las creencias universalistas a Orígenes, Clemente de Alejandría y otros.

### Obras recientes
En escritos recientes, la apocatástasis se entiende generalmente como implicando alguna forma de reconciliación universal, sin atribuir necesariamente esta comprensión a Orígenes y otros Padres de la Iglesia.
- Augustin Gretillat, en Exposé de théologie systématique (1892), describió la apocatástasis como reconciliación universal.[57]
- Realencyklopädie für protestantische Theologie de Heinrich Köstlin (1896), traducido en la Enciclopedia Schaff-Herzog del Conocimiento Religioso, describía la apocatástasis como reconciliación universal.[58]
- La Enciclopedia Católica de 1911 definía la apocatástasis como "nombre dado en la historia de la teología a la doctrina que enseña que llegará un tiempo en que todas las criaturas libres participarán de la gracia de la salvación; de modo especial, los demonios y las almas perdidas."[59]
- Maurice Canney, An Encyclopaedia of Religions (1921): "La apocatástasis se convirtió en un término teológico que denotaba la doctrina ... de que todos los hombres se convertirían y serían admitidos a la felicidad eterna".[60]
- Albrecht Oepke, Diccionario Teológico del Nuevo Testamento (1933): "Apokatastasis no puede denotar la conversión de personas, sino sólo la reconstitución o establecimiento de cosas."[61]
- El profesor Constantinos A. Patrides estudió la historia de la apocatástasis en su Salvación de Satanás.[62]
- G. C. Berkouwer, El retorno de Cristo (1972), dedicó un capítulo entero, bajo el título "¿Apocatástasis?", al tema de la reconciliación universal, "a veces conocida técnicamente como apocatástasis".[63]
- John Meyendorff, Teología bizantina: tendencias históricas y temas doctrinales (1987) definió la apocatástasis como "la idea de que toda la creación y toda la humanidad serán finalmente 'restauradas' a su estado original de bienaventuranza".[64]
- Michael McGarry en A Dictionary of the Jewish-Christian Dialogue (1995) definió la apocatástasis como "una expresión cristiana particular de una teología general del universalismo ... la creencia de que al final de los tiempos todas las criaturas -creyentes y pecadores por igual- serían restauradas en Cristo".[65]
- Peter Stravinskas, en el breve artículo sobre la apocástasis en Our Sunday Visitor's Catholic Encyclopedia (1998)[66] y la entrada aún más breve de su Diccionario católico (1993),[67] la define como la creencia "de que todas las criaturas racionales se salvan, incluidos los ángeles caídos y los pecadores impenitentes".
- Stravinskas identifica apocatástasis con universalismo o reconciliación universal, y algunas de las fuentes más antiguas también lo hacen. Además, dos obras recientes que no discuten la apocatástasis dan la palabra griega correspondiente como la fuente de la que se deriva "universalismo".[68][69] Pero la mayoría de los autores no identifican simplemente apocatástasis con reconciliación universal. González señala que existe una distinción, en el sentido de que "es posible sostener posturas universalistas sin creer que toda la creación volverá a su estado original".[4]
- Tanto Ludlow[49] como McGarry[65] afirman que la palabra apokatastasis suele entenderse hoy como referida a una doctrina específica de salvación universal, no a todas las versiones del universalismo.
- A Concise Dictionary of Theology (2000) describe la apocatástasis como "una teoría ... de que todos los ángeles y seres humanos, incluso los demonios y los condenados, se salvarán en última instancia".[70]
- Morwenna Ludlow (2001), en Universal Salvation: Eschatology in the Thought of Gregory of Nyssa and Karl Rahner, escribe que, aunque el significado era muy flexible hasta mediados del siglo VI, "la palabra apokatastasis se utiliza ahora normalmente para referirse a una doctrina específicamente origenista de la salvación universal".[49]
- Peter L. Berger, en su libro Questions of Faith (2003), llama apocatástasis a "la convicción de que, al final, todos se salvarán y toda la creación se reconciliará con Dios".[71]

## Reacciones de la Iglesia
La doctrina de Orígenes suscitó reacciones fuertes, aunque influyó en diversos autores antiguos que la recogieron si bien matizándola; así Eusebio de Cesarea, Gregorio de Nisa, Dídimo el Ciego, Evagrio Póntico, Diodoro de Tarso o de Sicilia y Teodoro de Mopsuestia. Posteriormente, y con acentos panteístas, reaparece en Escoto Erígena y Schleiermacher. Fue condenada por la Iglesia en los siguientes documentos:
- en el sínodo Endemousa de Constantinopla, del año 543;[73]
- en el Concilio de Constantinopla II o de los Tres Capítulos del año 553;[74]
- en el concilio de Letrán IV, de 1215;[75]
- en la Constitución Dogmática Benedictus Deus, de Benedicto XII, dada el 29 de enero de 1336.[76]